# Résident général de France en Tunisie
Le résident général de France en Tunisie est le représentant officiel du gouvernement français à Tunis durant le protectorat français de Tunisie (1881-1956).
Il est appelé ministre résident de France en Tunisie jusqu'au 23 juin 1885 puis haut-commissaire de France en Tunisie à partir du 1er septembre 1955.

## Histoire
La fonction de ministre-résident général de France en Tunisie découle du traité du Bardo signé le 12 mai 1881 et qui édicte dans son article 5 que « le gouvernement de la République française sera représenté, auprès de Son Altesse le Bey de Tunis, par un ministre-résident général qui veillera à l’exécution du présent acte et qui sera l’intermédiaire des rapports du gouvernement français avec les autorités tunisiennes pour toutes les affaires communes des deux pays ». De plus, l’article 6 du même traité précise que « Son Altesse le Bey s’engage à ne conclure aucun acte ayant un caractère international sans en avoir donné connaissance au gouvernement français et sans s’être entendu préalablement avec lui ». Dépouillé de toute prérogative internationale, le bey en prend acte en nommant, par le décret du 9 juin 1881, ce ministre résident qu’on lui impose comme ministre des Affaires étrangères : 
« Les articles 4, 5 et 6 du traité conclu entre notre gouvernement et celui de la République française (12 mai 1881) nécessitent l’intervention du ministre de la République dans nos rapports avec les représentants des puissances amies. En vue de faciliter et de hâter la solution des affaires, Nous chargeons le ministre-résident de France à Tunis du rôle d’intermédiaire officiel et unique dans les rapports que les représentants des puissances amies, accrédités auprès de Nous, entretiendront à l’avenir avec Nous. Le présent décret sera notifié, par les soins du ministre-résident de France, au gouvernement de la République française et aux représentants des puissances amies à Tunis. »
Jusqu’à la fin du protectorat, les décrets de nomination des résidents généraux rappellent leur qualité de ministre des Affaires étrangères du bey. Mais dans un contexte colonial où le représentant français a commencé la réorganisation administrative, financière et économique du pays, cette fonction d’intermédiaire entre les deux gouvernements ne reflète que très partiellement l’importance prise par le poste, d’autant que le premier article des conventions de La Marsa signées en 1883 renforce son pouvoir en édictant : « Afin de faciliter au gouvernement français l'accomplissement de son protectorat, Son Altesse le Bey de Tunis s'engage à procéder aux réformes administratives, judiciaires et financières que le gouvernement français jugera utiles ».

Mais dans les premiers temps du protectorat, l’opposition aux réformes ne vient pas du pouvoir tunisien mais du pouvoir militaire français représenté par le général Boulanger qui commande les troupes d’occupation en Tunisie. Considérant que le pouvoir civil doit s’incliner devant le pouvoir militaire, il refuse d’obéir aux injonctions du ministre résident Paul Cambon. Face à cette opposition, ce dernier demande le soutien du gouvernement français et la clarification de sa mission. Il obtient satisfaction par le décret présidentiel du 23 juin 1885 qui édicte : 
« Article 1 : Le représentant du gouvernement de la République française en Tunisie porte le titre de résident général et relève du ministère des Affaires étrangères.

Article 2 : Le résident général est dépositaire des pouvoirs de la République dans la régence. Il a sous ses ordres les commandants de troupe de terre et de mer et tous les services administratifs concernant les Européens et les indigènes.

Article 3 : Il a seul le droit de correspondre avec le gouvernement français […] »
L’administration militaire rentre alors dans les rangs et le résident général devient seul maître à bord. Il décide des réformes et préside le conseil des ministres. Le bey n’a plus d’autre pouvoir que celui de signer les décrets qu’on lui propose. Il faut attendre l’émergence du mouvement national tunisien pour que ces prérogatives soient remises en cause. Mais ce n’est qu’en 1951 que la présidence du conseil des ministres est assurée par le grand vizir en lieu et place du résident général. Ce dernier doit toutefois donner son assentiment sur tous les arrêtés du gouvernement tunisien.
Les réformes du 2 mars 1954 réduisent encore un peu son pouvoir puisque son assentiment sur les arrêtés du gouvernement n’est plus nécessaire. Mais il doit toujours contresigner les décrets beylicaux, ce qui lui accorde un pouvoir de censure.

Mais la poursuite du combat nationaliste oblige le gouvernement français à reconsidérer sa position. L’autonomie interne du pays est finalement accordée et les conventions du 3 juin 1955, qui en prennent acte, redéfinissent la fonction du résident général qui devient « Haut-commissaire de France en Tunisie » par l’article 11 : 
« Le Haut-commissaire de France en Tunisie, envoyé auprès de Son Altesse le Bey par le président de la République française, est dépositaire de tous les pouvoirs reconnus à la République par les traités et conventions en vigueur ; il est l’intermédiaire des rapports du gouvernement français avec les autorités tunisiennes pour les affaires communes aux deux pays.

Le Haut-commissaire est chargé de la protection et de la représentation des droits et intérêts des ressortissants français en Tunisie. Il est assisté d’un ministre délégué qui le remplace en cas d’absence ou d’empêchement. »
La signature du protocole d’indépendance le 20 mars 1956 transforme la fonction en celle d’ambassadeur de France en Tunisie.

## Liste
| Nom                                      | Portait                             | Nomination        | Départ           |
| ---------------------------------------- | ----------------------------------- | ----------------- | ---------------- |
| Ministres résidents de France en Tunisie |                                     |                   |                  |
| Théodore Roustan                         | Théodore Roustan                    | 13 mai 1881       | 28 février 1882  |
| Paul Cambon                              | Paul Cambon                         | 28 février 1882   | 28 octobre 1886  |
| Résidents généraux de France en Tunisie  |                                     |                   |                  |
| Justin Massicault                        | Justin Massicault                   | 23 novembre 1886  | 5 novembre 1892  |
| Charles Rouvier                          | Charles Rouvier                     | 5 novembre 1892   | 14 novembre 1894 |
| René Millet                              |                                     | 14 novembre 1894  | 15 novembre 1900 |
| Georges Benoit                           |                                     | 15 novembre 1900  | 27 décembre 1901 |
| Stephen Pichon                           | Stephen Pichon                      | 27 décembre 1901  | 29 décembre 1906 |
| Gabriel Alapetite                        | Gabriel Alapetite                   | 29 décembre 1906  | 26 octobre 1918  |
| Étienne Flandin                          | Étienne Flandin                     | 26 octobre 1918   | 1er janvier 1921 |
| Lucien Saint                             | Lucien Saint                        | 1er janvier 1921  | 2 janvier 1929   |
| François Manceron                        | François Manceron                   | 18 février 1929   | 29 juillet 1933  |
| Marcel Peyrouton                         | Marcel Peyrouton                    | 29 juillet 1933   | 21 mars 1936     |
| Armand Guillon                           | Armand Guillon                      | 17 avril 1936     | 18 octobre 1938  |
| Eirik Labonne                            |                                     | 22 novembre 1938  | 3 juin 1940      |
| Marcel Peyrouton                         | Marcel Peyrouton                    | 3 juin 1940       | 18 juillet 1940  |
| Jean-Pierre Esteva                       | Jean-Pierre Esteva                  | 26 juillet 1940   | 10 mai 1943      |
| Charles Mast                             | Charles Mast et sa femme en Tunisie | 10 mai 1943       | 22 février 1947  |
| Jean Mons                                |                                     | 22 février 1947   | 13 juin 1950     |
| Louis Périllier                          |                                     | 13 juin 1950      | 13 janvier 1952  |
| Jean de Hauteclocque                     |                                     | 13 janvier 1952   | 2 septembre 1953 |
| Pierre Voizard                           | Pierre Voizard                      | 2 septembre 1953  | 5 novembre 1954  |
| Pierre Boyer de Latour du Moulin         | Pierre Boyer de Latour du Moulin    | 5 novembre 1954   | 31 août 1955     |
| Haut-commissaire de France en Tunisie    |                                     |                   |                  |
| Roger Seydoux                            |                                     | 13 septembre 1955 | 20 mars 1956     |